# Buyuretti, Doğubayazıt
Buyuretti là một xã thuộc huyện Doğubayazıt, tỉnh Ağrı, Thổ Nhĩ Kỳ. Dân số thời điểm năm 2011 là 419 người.